# Yossef Lishansky
Yossef Lishansky (יוסף לישנסקי) naît en Russie en 1890 et à l'âge de six ans émigre en Palestine avec son père. Ils sont les uniques rescapés de leur famille, victime des pogromes antisémites de 1881. Lishansky est élevé par sa tante installée à Metoula.
Durant sa scolarisation, il apprend l'arabe et devient parallèlement spécialiste de la montée à cheval.
Sa candidature n'est pourtant pas retenue au sein de l'organisation Hashomer.
Durant la Première Guerre mondiale, Lishansky fonde une organisation indépendante de défense appelée Hamaguen.
De sa relation amicale avec Avshalom Feinberg, il intègre les rangs du réseau Nili dirigé par Aharon Aharonson. De retour de son périple vers l'Égypte où Feinberg trouva la mort, il est arrêté par les autorités turques comme membre du Nili. Yossef Lishansky est alors envoyé dans les geôles syriennes, où il sera torturé et exécuté par pendaison le 16 décembre 1917.